# 来島海峡サービスエリア
来島海峡サービスエリア（くるしまかいきょうサービスエリア）は、愛媛県今治市大浜町三丁目にある西瀬戸自動車道のサービスエリアである。

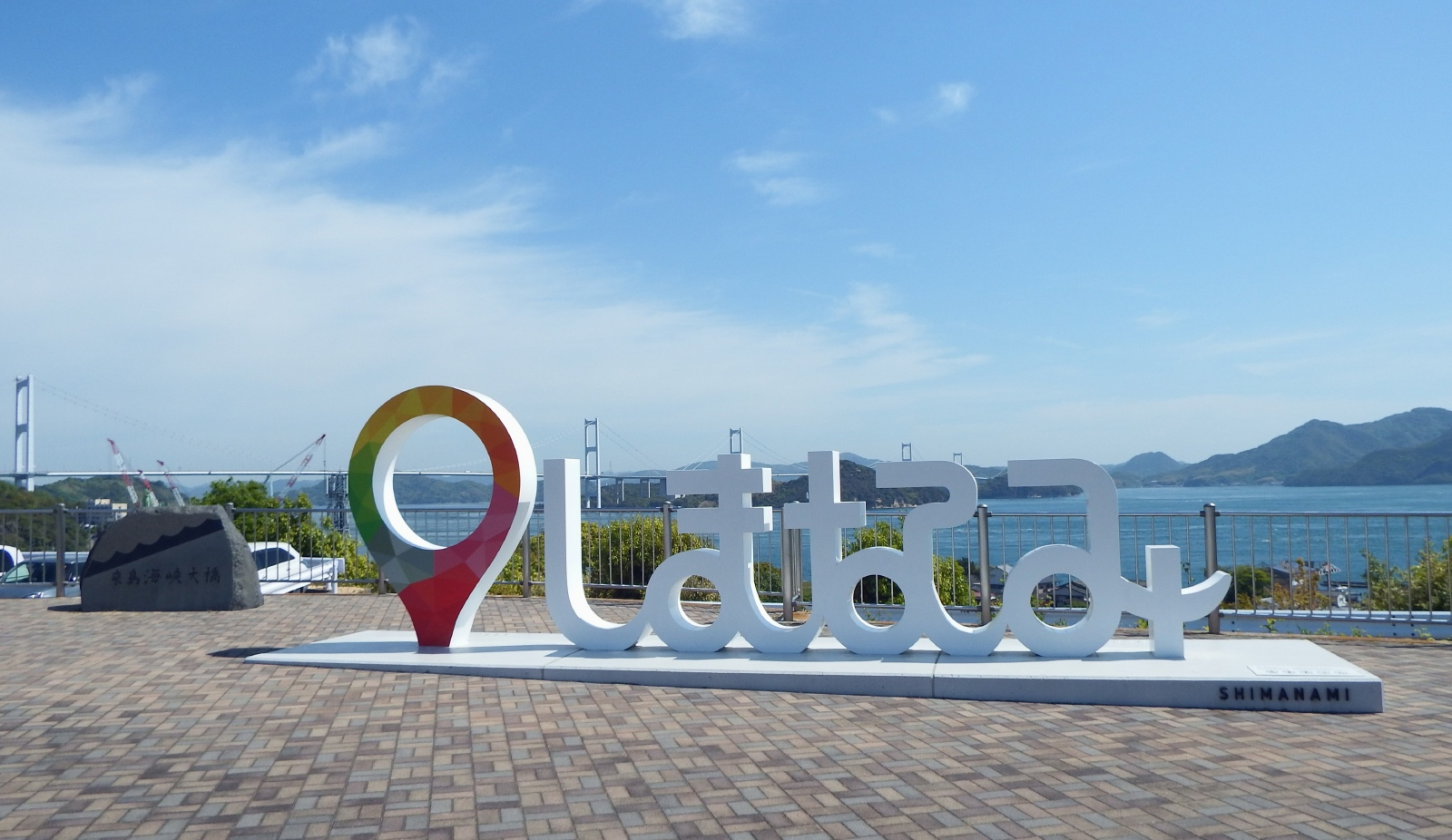
展望所

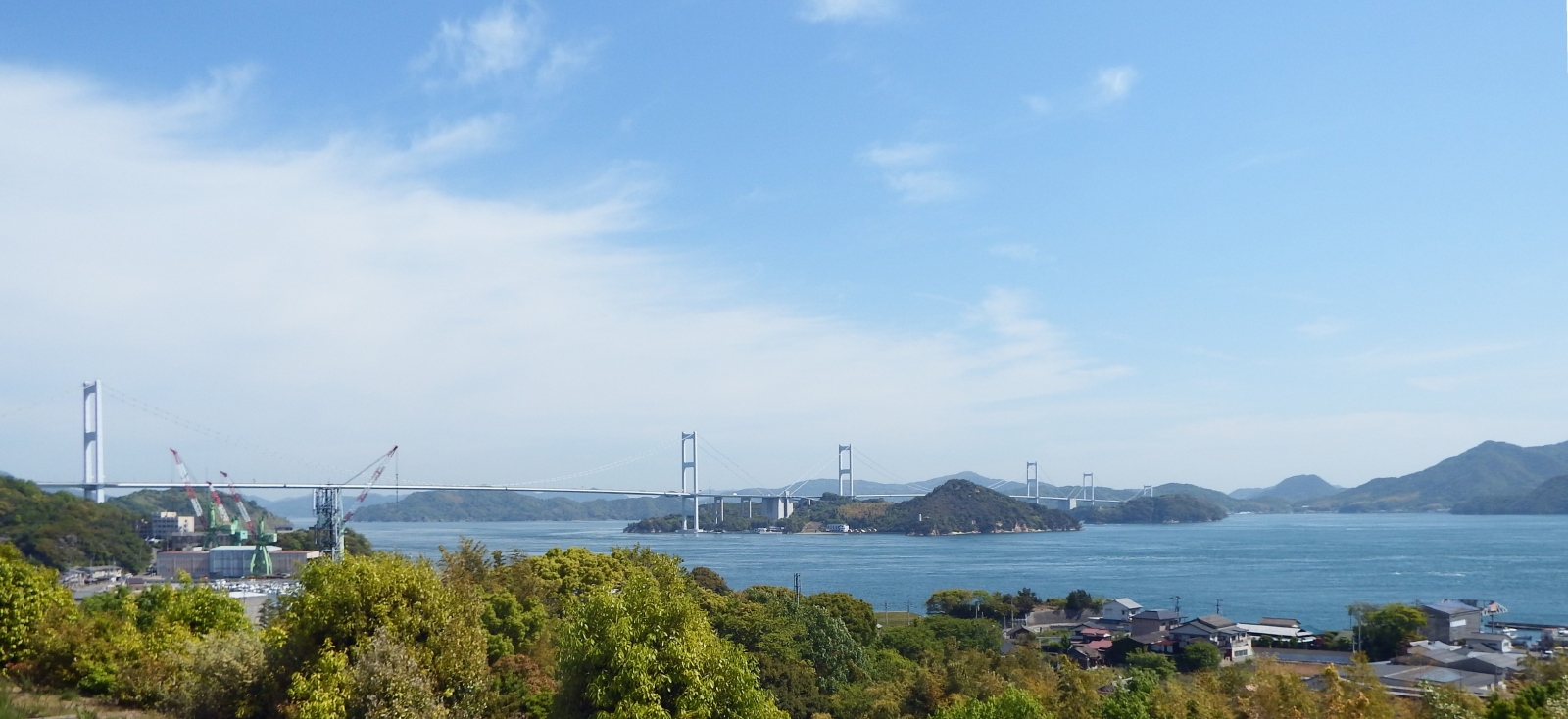
展望所から臨む

## 概要
上下線集約型の西瀬戸自動車道唯一のサービスエリアである。
今治北ICに併設されており、今治北ICからの流出時にサービスエリア施設が利用できるが、流入時には利用できない。
2019年（平成31年）3月16日にリニューアルオープンした。
来島海峡SAサービス施設は、鉄骨造2階建てで、1階には売店、フードコート、カフェコーナー、無料休憩コーナー、インフォメーション、授乳室、救護室などがあり、2階には展望テラス、展望室、リフレッシュルーム、展示スペース、乗務員休憩室、テナント事務室、JBハイウェイサービス事務室などがある。
来島海峡大橋を望む展望台には架橋に尽力した越智伊平の碑と、海道工事で犠牲になった14人の犠牲者慰霊碑がある（1998年6月10日に発生し7人が亡くなった来島大橋架設桁落下災害については来島海峡大橋を参照）。

## 施設

### 上下線集約
- トイレ[4]
  - 男（大6、小16）
  - 女28（和式2・洋式26）・同伴の男児用2
  - 多目的トイレ（2）
- 飲食店[4]
  - フードコート（平日 8:00 - 21:00、土日祝日 7:00 - 22:00）
  - OLAOLA Cafe（カフェコーナー）（平日 9:00 - 17:00、土日祝日 9:00 - 18:00）
- 売店[4]
  - 売店（平日 8:00 - 21:00、土日祝日 7:00 - 22:00）
  - 外売店（平日 9:00 - 17:00、土日祝日 9:00 - 18:00）
- アミューズメント[4]
  - 展望テラス（2F）（平日 8:00 - 20:30、土日祝日 7:00 - 21:30）
  - しまなみ・かいゆうトピア（デジタル映像コーナー）（平日 8:00 - 20:30、土日祝日 7:00 - 21:30）
- インフォメーション（9:00 - 17:00）[4]
- ベビールーム（24時間）[4]
- リフレッシュルーム（平日 8:00 - 20:30、土日祝日 7:00 - 21:30）[4]
- ATM（平日 8:00 - 21:00、土日祝日 7:00 - 22:00）[4]
- 車イス無料貸出（平日 8:00 - 21:00、土日祝日 7:00 - 22:00）[4]
- ETC利用履歴プリンター（24時間）[4]
- 自動販売機

### 上り線（尾道方面）
- 駐車場[4]
  - 小型車 55台
  - 大型車 14台
  - トレーラー 2台
  - 二輪車
  - 身体障がい者用 2台

### 下り線（今治方面）
- 駐車場[4]
  - 小型車 72台
  - 大型車 19台
  - トレーラー 2台
  - 二輪車
  - 身体障がい者用 2台

### コミュニティゲート
コミュニティゲートは、2022年7月1日から正式に設置された高速道路外からサービスエリア施設の利用が可能な出入口である。
- 一般道側駐車場 10台（平日 8:00 - 21:00、土日祝日 7:00 - 22:00）
- サイクルオアシス（平日 8:00 - 21:00、土日祝日 7:00 - 22:00）
  - 自転車駐輪スペース 10台
  - 工具・空気入れの貸出（SA施設内インフォメーション）（9:00 - 17:00）

## バス停留所
来島海峡バスストップ（くるしまかいきょうバスストップ）は、来島海峡サービスエリアに併設されたバス停留所である。

### 停車する路線

#### 上り線乗車・下り線降車
- キララエクスプレス（中国バス・本四バス開発・瀬戸内しまなみリーディング・伊予鉄バス）
  - 福山 - 松山

## 隣
E76 西瀬戸自動車道
(11)大島南IC - 馬島IC/BS - (12)今治北IC/来島海峡SA/BS - (13)今治IC